# Прапор Пісків (Миргородський район)
Прапор Пісків — офіційний символ села Піски, Миргородського району Полтавської області, затверджений 30 вересня 1996 року рішенням сесії сільської ради
Автор — А. Гречило.

## Опис
Квадратне полотнище, на жовтому тлі два покладені навхрест вістрями додолу сині мечі з чорними руків'ями, над ними — синя 6-променева зірка над синім півмісяцем, повернутим ріжками догори, по периметру прапор має синю лиштву, завширшки в 1/10 сторони прапора.

## Значення символів
Основою для символів став сюжет із печатки Янишпільської козацької сотні з ХVІІІ ст., адмінцентром якої було містечко Піски, котре мало тоді паралельну назву Янушполе чи Янишпіль.